# Shahid Khaqan Abbasi
Shahid Khaqan Abbasi (en ourdou : شاہد خاقان عباسی), né le 27 décembre 1958 à Karachi, est un homme d'État pakistanais, Premier ministre du 1er août 2017 au 31 mai 2018. Implanté à Rawalpindi, il est membre de la Ligue musulmane du Pakistan (N). Nommé chef du gouvernement pour remplacer Nawaz Sharif, il a surtout été ministre du Pétrole sous son troisième mandat.

## Biographie

### Jeunesse et éducation
Il est né le 27 décembre 1958 à Karachi. Il est le fils de Khaqan Abbasi, ministre sous Muhammad Zia-ul-Haq, et tué en 1988 par un missile.
Ingénieur de formation, dans le domaine de l'électricité, il sort diplômé de l'université George Washington.

### Carrière politique
Il entre en politique en 1988. Membre de la Ligue musulmane du Pakistan (N), il a dirigé plusieurs ministères et est député de Murree.
En 1999, après le renversement de Nawaz Sharif par Pervez Musharraf, il est arrêté et emprisonné jusqu'en 2001.
Le 29 juillet 2017, au lendemain de la destitution de Nawaz Sharif par la Cour suprême, il a été proposé par ce dernier pour lui succéder. Il est élu le 1er août lors d'une session extraordinaire de l'Assemblée nationale,, recueillant 221 voix sur 339, contre 47 à Syed Naveed Qamar et 33 à Sheikh Rashid Ahmad, ses principaux opposants. Initialement, à l'instar de Chaudhry Shujaat Hussain en 2004, qui avait fait la transition entre Zafarullah Khan Jamali et Shaukat Aziz, il ne devait diriger le gouvernement que le temps que Shehbaz Sharif, frère de Nawaz, se fasse élire comme député dans les quarante-cinq jours, et devenir ainsi éligible au poste de Premier ministre. Finalement, c'est Kulsoom Nawaz Sharif, qui s'est portée candidate et a succédé à son époux après avoir remporté la législative partielle du 13 septembre.
En 2018, la Commission des droits de l'Homme pakistanaise fait état d'un « inquiétant nombre d'exécutions extra-judiciaires et disparitions forcées » et appelle les forces de sécurité à « mettre un terme aux violations ».
Son mandat prend fin le 31 mai 2018, jour de la fin de la législature. En vertu de la Constitution du Pakistan, un gouvernement électoral sera nommé, en attendant de nouvelles élections législatives du 25 juillet. Le 28 mai, Nasir-ul-Mulk est désigné Premier ministre.
Lors des élections législatives de 2018, il se présente dans la première circonscription de Rawalpindi mais il est défait de peu par le candidat du Mouvement du Pakistan pour la justice, par 39 % des voix contre 42 %.
Le 14 octobre 2018, il est réélu lors d'une législative partielle à Lahore. Il prend ses fonctions le 1er novembre.
En juillet 2024, il lance, avec Miftah Ismail, un nouveau parti dénommé Awaam Pakistan.